# Middelalderlige varmeperiode
Den middelalderlige varmeperiode (MWP) eller Det middelalderlige klima optimum var en periode med relativt varmere klima i området omkring den nordlige del af Atlanten i forhold til den foregående og efterfølgende. Den omfattede perioden fra 10. århundrede til 14. århundrede, som i Europa betegnes Højmiddelalderen. 
MWP drages ofte ind i den aktuelle debat vedrørende den globale opvarmning, mest som argument for at klimaændringer er en naturlig del af Jordens udvikling. Det har omvendt betydet at andre har introduceret begrebet Den middelalderlige klimatiske anomali, for at understrege at temperaturer ikke var den eneste vigtige faktor, der havde betydning for datidens klima.

## Forskning
Den tidligste forskning i fænomenet blev næsten udelukkende gjort på europæisk materiale, da konsekvenserne af både MWP og den efterfølgende lille istid bedst er blevet dokumenteret i den del af verden. Den geografiske udstrækning af fænomenet og de reelle temperaturudsving er stadig genstand for debat.
Fra begyndelsen blev det antaget at klimaforandringerne havde haft global betydning, men dette synspunkt er der i disse år blevet sat spørgsmålstegn ved. I FN's klimapanels rapport fra 2001 konkluderes det bl.a. at der i øjeblikket ikke findes beviser for samtidige og globale temperatur anomalier i de nævnte tidsperioder.
Palæoklimatologer, der arbejder med rekonstruktioner af historiske regionale klimamodeller betegner det seneste årtusinds koldeste interval som "LIA" (Lille istid) og det varmeste som "MWP". Andre faggrupper, herunder arkæologer, historikere og geologer, har I høj grad taget betegnelserne til sig, og forbinder derfor signifikante klimarelaterede begivenheder til, der falder indenfor tidsperioden, dem. Visse af de begivenheder, der er blevet associeret til MWP har dog snarere været ekstremt våde eller kolde, frem for varme, eksempelvis er der blevet registeret klimamønstre, som er modsatrettede i forhold til dem, der gør sig gældende i det nordatlantiske område.
Tidsrummet for den middelalderlige varmeperiode falder sammen med en periode med forøget solaktivitet, der kaldes de middelalderlige maksimum (1100–1250).

## Klimaeffekter

### Nordatlanten og Nordamerika
Under MWP betød de isfri have ved den sydlige del af Grønland at Nordboerne kunne kolonisere landet og skabe en levedygtig bosættelse der. Kolonien eksisterede indtil ca. 1500, hvor konsekvenserne af den efterfølgende lille istid med stor sandsynlighed gjorde at den blev forladt.
Et af de argumenter, der ofte er blevet fremført som bevis på et varmere klima I højmiddelalderen er den vinproduktion, der fandt sted i England og Wales. At den efter 13. århundrede næsten forsvandt igen er blevet brugt som indikation på et klimaskift. Andre faktorer end klima havde dog også stor indflydelse på vingårdenes kommercielle succes, og britisk vinproduktion blev endda aldrig helt opgivet, men oplevede tilmed en lille genopblomstring i 17. til 18. århundrede og har fået en renæssance efter 1950.
I Nordamerika er der fundet tegn på at store dele af kontinentet var præget af langvarige tørker,samtidig med at Alaska oplevede en varm periode mellem 850 og 1200.  I Chesapeake Bay (Maryland) har forskere desuden fundet tegn på store temperaturudsving mellem MPW og LIA, som formodentligt er relateret til ændringer i den nordatlantiske varmecirkulation.  Bundprøver taget i Sargassohavet viser dertil at overfladevandet i gennemsnit har været 1 °C varmere for tusind år siden end i dag og tilsvarende 1 °C køligere for 400 år siden.

### Andre regioner
Andre dele af verden oplevede også klimatiske forandringer i forbindelse med MWP, fx er der tegn på at det ækvatoriale Østafrika havde et vådere klima dengang I forhold til nu. Studier af koraller i Stillehavet tyder på et tørt og køligt klima, og iskerneboringer fra Antarktis har vist at området blev udsat for en række temperatur udsving i perioden, fx et usædvanligt temperaturfald mellem 1000 og 1100. Disse fund har ført til den konklusion at MWP ikke kun var en varmeperiode, men var en klimatisk ustabil periode, hvor der forekom en række forskellige klima-anomalier forskellige steder i verden. Disse anomalier kunne skyldes ændringer i havstrømmene, på samme made eller måske endda relateret til El Niño/ La Niña effekten.

#### Sydlige halvkugle
Der er også påvist en middelalderlig varmeperiode omkring Antarktis.